# Expédition d'Espagne
Guerre royaliste
Batailles
- Expédition d'Espagne
- Sainte-Marguerite
- Campillo de Arenas
- Pampelune
- Trocadéro

L’expédition d’Espagne est la campagne menée en avril 1823 par la France afin de mettre fin au régime constitutionnel instauré durant le règne de Ferdinand VII à la suite de la Révolution de 1820.
Connue en Espagne, comme « los Cien Mil Hijos de San Luis » en castillan, littéralement « les cent mille fils de saint Louis », cette campagne a mis fin au triennat libéral et rétabli l’absolutisme, donnant lieu à la décennie abominable.

## Contexte
En 1820, le roi d'Espagne Ferdinand VII doit faire face à un soulèvement populaire conduit par les libéraux. Ce mouvement révolutionnaire lui reproche l'absolutisme de son pouvoir. Ferdinand VII doit alors se soumettre, et remettre en vigueur la Constitution de 1812 et ainsi confier le pouvoir à des ministres libéraux.
Des élections ont lieu en 1822 aux Cortes, qui donnent la victoire à Rafael del Riego, dans une Europe secouée par les mouvements démocrates qui perturbent l'ordre intérieur des États. Le roi Ferdinand VII d'Espagne s'est retiré à Aranjuez, où il se considère comme prisonnier des Cortes. Ses partisans installés à Urgell prennent les armes et remettent en place une régence absolutiste. Ils tentent un soulèvement, avec la garde de Madrid, qui est un échec ; repoussé par la résistance des forces constitutionnelles. Aussi, en 1822, Ferdinand VII, s'appuyant sur les thèses du congrès de Vienne, sollicite-t-il l'aide des monarques européens, rejoignant la Sainte-Alliance formée par la Russie, la Prusse, l'Autriche et la France pour restaurer l'absolutisme.
En France, les ultras pressent le roi Louis XVIII d'intervenir. Pour tempérer leur ardeur contre-révolutionnaire, le duc de Richelieu fait déployer, le long des Pyrénées, des troupes chargées de protéger la France contre la prolifération du libéralisme venant d'Espagne, mais avant tout pour bloquer, par un système de quarantaine, le passage vers la France d'une épidémie de fièvre jaune qui se déclare à Barcelone en août 1821. En septembre 1822, ce « cordon sanitaire » devient un corps d'observation, puis se transforme très vite en une expédition militaire.
Après des débats passionnés à Paris, début 1823 un discours du roi Louis XVIII annonce le soutien français au roi d'Espagne. Le cours de l'emprunt public chute de 87 francs à 78 francs dans les cinq jours qui suivent son discours et les financiers sont accusés de manquer de patriotisme. Une ordonnance du préfet de Police interdit les tables du Café Tortoni de Paris.

## Accords de commodité

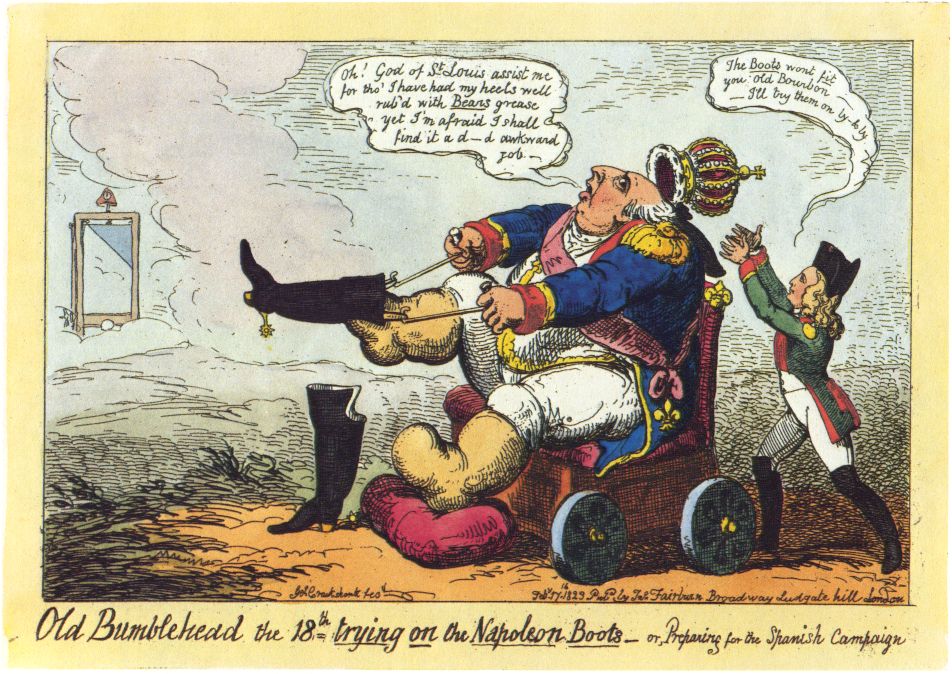
Louis XVIII essayant les bottes de Napoléon et préparant la campagne d'Espagne, caricature francophobe anglaise de George Cruikshank publiée le 17 février 1823-.

Le 22 janvier 1823, un traité secret est signé lors du congrès de Vérone, qui permet à la France d'envahir l'Espagne pour rétablir Ferdinand VII en monarque absolu. Avec cet accord de la part de la Sainte-Alliance, Louis XVIII annonce le 28 janvier 1823, que « cent mille Français sont prêts à marcher en invoquant le nom de Saint Louis pour conserver le trône d'Espagne à un petit-fils d'Henri IV ». Les Espagnols appelleront l'armée française : los Cien Mil Hijos de San Luis (les Cent Mille Fils de Saint Louis) ; le corps expéditionnaire français comporte en réalité 95 000 hommes. Fin février, les Chambres votent un crédit extraordinaire pour l'expédition. Chateaubriand et les ultras exultent : l'armée royale va prouver sa valeur et son dévouement face aux libéraux espagnols pour la gloire de la monarchie des Bourbons.
Le nouveau Premier ministre, Joseph de Villèle, s'y oppose. Le coût de l'opération lui paraît excessif, l'organisation de l'armée défectueuse et l'obéissance des troupes incertaine. L'intendance militaire est incapable d'assurer le soutien logistique des 95 000 hommes concentrés, fin mars, dans les Basses-Pyrénées et les Landes, avec 20 000 chevaux et 96 pièces d'artillerie. Pour pallier ces carences, il faut recourir aux services du munitionnaire Ouvrard, prompt à conclure en Espagne, au détriment du Trésor public, des marchés aussi favorables à ses propres intérêts qu'à ceux de l'armée.

## L'état-major

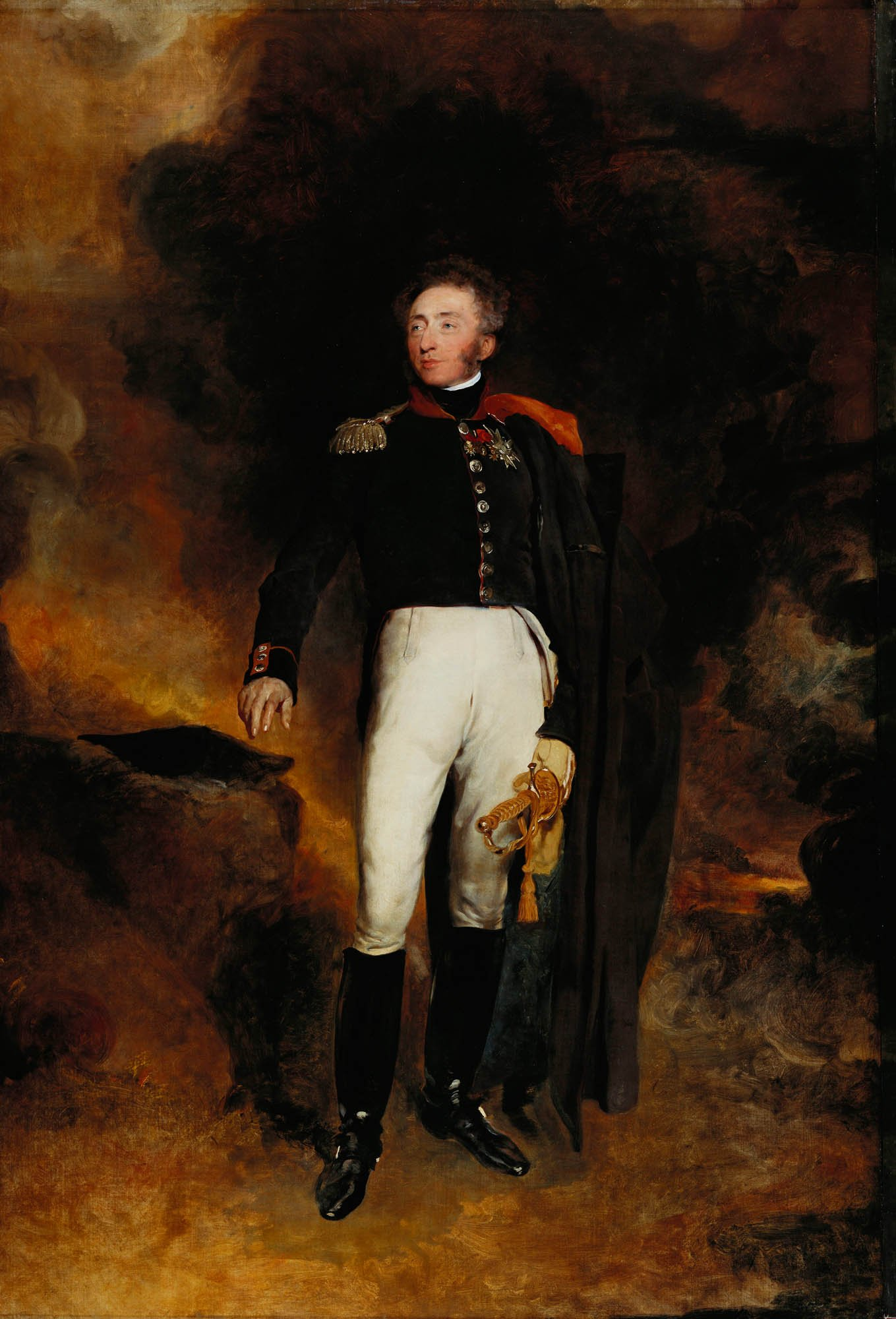
Louis XVIII confie le commandement de l'expédition à son neveu le duc d'Angoulême, fils aîné du futur Charles X.

L'organisation du commandement pose de nombreux problèmes. 
Il faut donner aux fidèles des Bourbons l'occasion de montrer leurs grades fraîchement acquis qu'ils doivent au roi, sans compromettre ni la sûreté, ni l'efficacité de l'armée. La solution retenue est habile : aux anciens émigrés et Vendéens les commandements secondaires, aux anciens généraux de la Révolution et de l'Empire les responsabilités principales. 
Le duc d'Angoulême, fils de Charles X, est nommé commandant en chef de l'armée des Pyrénées, malgré son manque d'expérience militaire, mais il accepte de n'assurer que les honneurs de son titre et la direction politique de l'expédition, laissant à son major général, Guilleminot, général d'Empire aux compétences reconnues, le soin de prendre les décisions militaires. Sur cinq corps d'armée, quatre sont placés sous les ordres d'anciens serviteurs de Napoléon : le maréchal Oudinot, duc de Reggio, le général Molitor, le maréchal Bon Adrien Jeannot de Moncey, duc de Conegliano, et le général Étienne Tardif de Pommeroux de Bordesoulle. Le prince de Hohenlohe commande le 3e corps, le plus faible avec deux divisions au lieu de trois ou quatre et 16 000 hommes au lieu de 20 000 à 27 000 pour les autres.

## Fidélité de la nouvelle armée et composition des forces
Il faut maintenant savoir si les régiments, où il y a nombre d'officiers, de sous-officiers et de soldats marqués par les souvenirs des campagnes impériales, sont disposés à marcher gentiment pour les Bourbons de France et d'Espagne. Les libéraux espèrent les dissuader d'aller combattre « pour des moines, contre la liberté ». Villèle s'inquiète de leur propagande dans les cabarets et les chambrées, où se diffuse, en mars et avril, une chanson de Béranger incitant les militaires à la désobéissance :

« Brav' soldats, v'la l'ord' du jour :

Point de victoire

Où n'y a point de gloire.

Brav' soldat, v'la l'ord' du jour :

Gard' à vous ! Demi-tour ! »

Le 6 avril 1823, les doutes des uns et les illusions des autres se dissipent. Sur les rives de la Bidassoa, cent cinquante libéraux français et piémontais se présentent face aux avant-postes du 9e léger. Parmi eux se trouvent le colonel Fabvier et une trentaine d'officiers en uniforme. Ils brandissent le drapeau tricolore, chantent La Marseillaise et incitent les soldats à ne pas franchir la frontière. Les fantassins du roi hésitent. Le général Vallin accourt et ordonne d'ouvrir le feu. Plusieurs manifestants sont tués. Les autres se dispersent. Beaucoup forment quelques semaines plus tard, avec les Anglais du colonel Robert Wilson, les Belges de Janssens et d'autres volontaires venus de France ou d'Italie, une légion libérale et un escadron de lanciers de la liberté, qui combattent aux côtés des forces constitutionnelles.
Quoi qu'il en soit, le corps d'observation des Pyrénées avait été successivement renforcé depuis le mois de février. Les troupes réunies sur la ligne de Perpignan à Bayonne,  devenue désormais l'armée d'Espagne, présentaient, au 1er avril 1823, un effectif de plus de 80 000 combattants, sans compter les divisions royalistes espagnoles organisées en deçà de la frontière par les généraux baron d'Eroles, d'Espagna et Quesada.

La masse principale de ces troupes, rassemblée autour de Bayonne et destinée à pénétrer dans la péninsule par Irun, premier bourg espagnol sur la grande route de France a Madrid, se composait de 3 corps d'armée et d'une réserve, au total de 60 300 combattants infanterie et cavalerie.

Le 4e corps d'armée, rassemblé aux environs de Perpignan, et qui devait opérer en Catalogne, ne comptait guère alors que 18 000 hommes, infanterie et cavalerie ; mais il fut renforcé plus tard par 4 régiments d'infanterie qui le portèrent à l'effectif de 24 000 combattants, non compris le corps espagnol organisé par le baron d'Eroles. On peut évaluer à 35 000 hommes le total des troupes royalistes qui devaient servir d'auxiliaires à l'armée française.
L'armée constitutionnelle espagnole, y compris les milices actives, ne s'élevait pas à plus de 120 000 hommes, distribués de la manière suivante :
- 1er corps ou armée d'opération, en Guipuscoa, Biscaye, Navarre, etc., sous le commandement en chef du lieutenant-général Ballesteros : 20 000 hommes ;
- 2e corps ou armée de Catalogne, commandé par le lieutenant-général Mina : de 20 000 à 22 000 hommes ;
- 3e corps ou armée du Centre ou de armée de Réserve, sous les ordres du lieutenant général comte de l'Abisbal : de 17 000 à 18 000 hommes ;
- 4e corps ou armée des Asturies et de Galice, commandé par le lieutenant général Morillo : 10 000 hommes
- Garnisons des places fortes, au commencement de la campagne : 50 000 hommes.

## Préparatifs
Le duc d'Angoulême parti de Paris le 15 mars 1823, dans la soirée, arriva à Perpignan le 22. Il y trouva le maréchal Moncey, commandant en chef du 4e corps d'armée, et le général espagnol baron d'Eroles dont le quartier-général était établi à Banyuls-dels-Aspres, entre la frontière et Perpignan.

Le 24, après avoir passé en revue une partie des troupes du 4e corps, et avoir fait exécuter de grandes manœuvres sur la plage du Canet, le duc d'Angoulême quitta l'ancienne capitale du Roussillon pour se rendre, en longeant la chaîne des Pyrénées, à Bayonne, où il fit son entrée le 30 mars.
 
Le 5 avril, le lieutenant général comte Molitor, général en chef du 2e corps de l'armée installa son quartier-général à Saint-Jean-de-Luz, et le maréchal duc de Reggio commandant le 1er corps, établit le sien à Urugne.

Dans la nuit, un pont de bateaux fut établi à l'endroit appelé le Pas de Béhobie, emplacement de l'ancien pont construit et détruit dans la dernière guerre.
Le 6, le régiment espagnol Impérial-Alexandre, posté sur la rive gauche de la rivière, fit mine de vouloir inquiéter les pontonniers dans leurs travaux avant d'aller prendre position sur la hauteur de Saint-Martial qui domine le passage de la Bidassoa.

## Déroulement

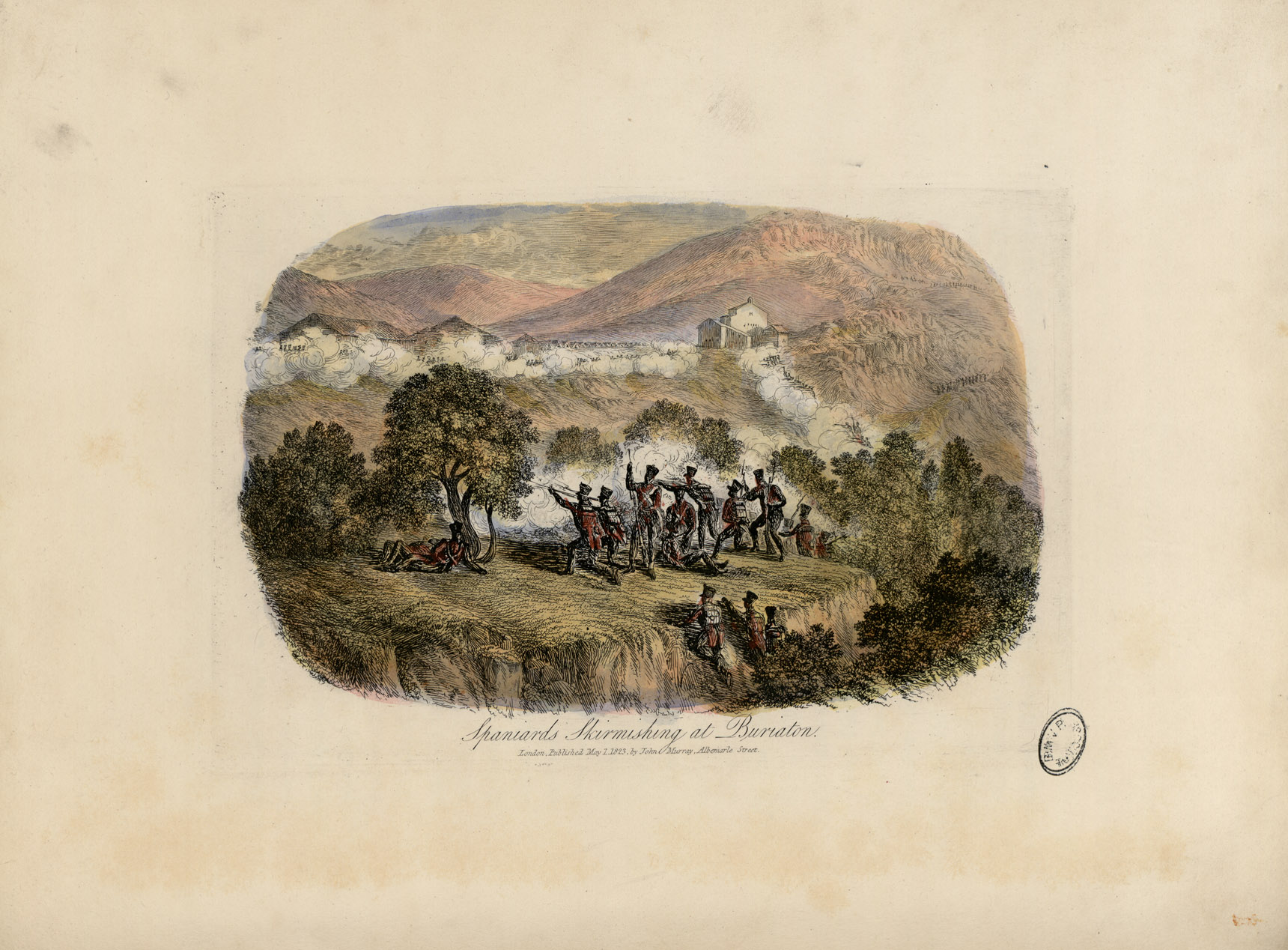
Escarmouche de soldats espagnols. Gravure de 1823.

Dès le 7 avril 1823, l'armée des Pyrénées pénètre sans bruit en Espagne. Le clergé, les paysans, les absolutistes de « l'armée de la Foi » lui font bon accueil. Les armées constitutionnelles, soutenues surtout par la bourgeoisie et une partie de la population urbaine, se replient. Le gouvernement libéral et les Cortès transfèrent leur siège à Séville, puis, le 14 juin, à Cadix, emmenant avec eux le roi Ferdinand VII. Le 23 mai, les troupes françaises entrent dans Madrid, où le duc d'Angoulême installe une régence sous son protectorat. Jusqu'en novembre, elles livrent à travers toute la péninsule une série de combats aux libéraux.
Au nord, les divisions de Hohenlohe, renforcées en juillet par le 5e corps de Lauriston, obligent le général Pablo Morillo à battre en retraite, puis à se rallier. Elles contrôlent la Navarre, les Asturies, la Galice. Mais faute de matériel de siège, elles ne peuvent que bloquer les villes où les constitutionnels prolongent la résistance durant plusieurs mois. La Corogne ne capitule que le 21 août, Pampelune le 16 septembre, Saint-Sébastien le 27.

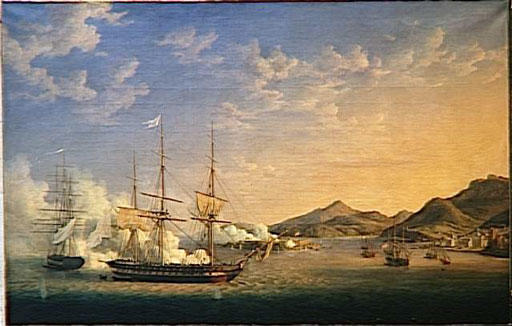
Attaque du fort de l'île Verte par les frégates Guerrière et Galathée, le 15 août 1823.

À l'est et au sud-est, Molitor repousse Ballesteros en Aragon, le poursuit jusqu'à Murcie et Grenade, le combat victorieusement à Campillo de Arenas le 28 juillet et obtient sa reddition le 4 août. Aux abords de Jaén, il défait les dernière colonnes de Riego, lequel est capturé par les absolutistes le 15 septembre et pendu le 7 novembre à Madrid, deux jours avant la chute d'Alicante.
En Catalogne, Moncey parvint difficilement à réduire les unités régulières et les guérilléros du général Mina. Barcelone ne se rend que le 2 novembre.

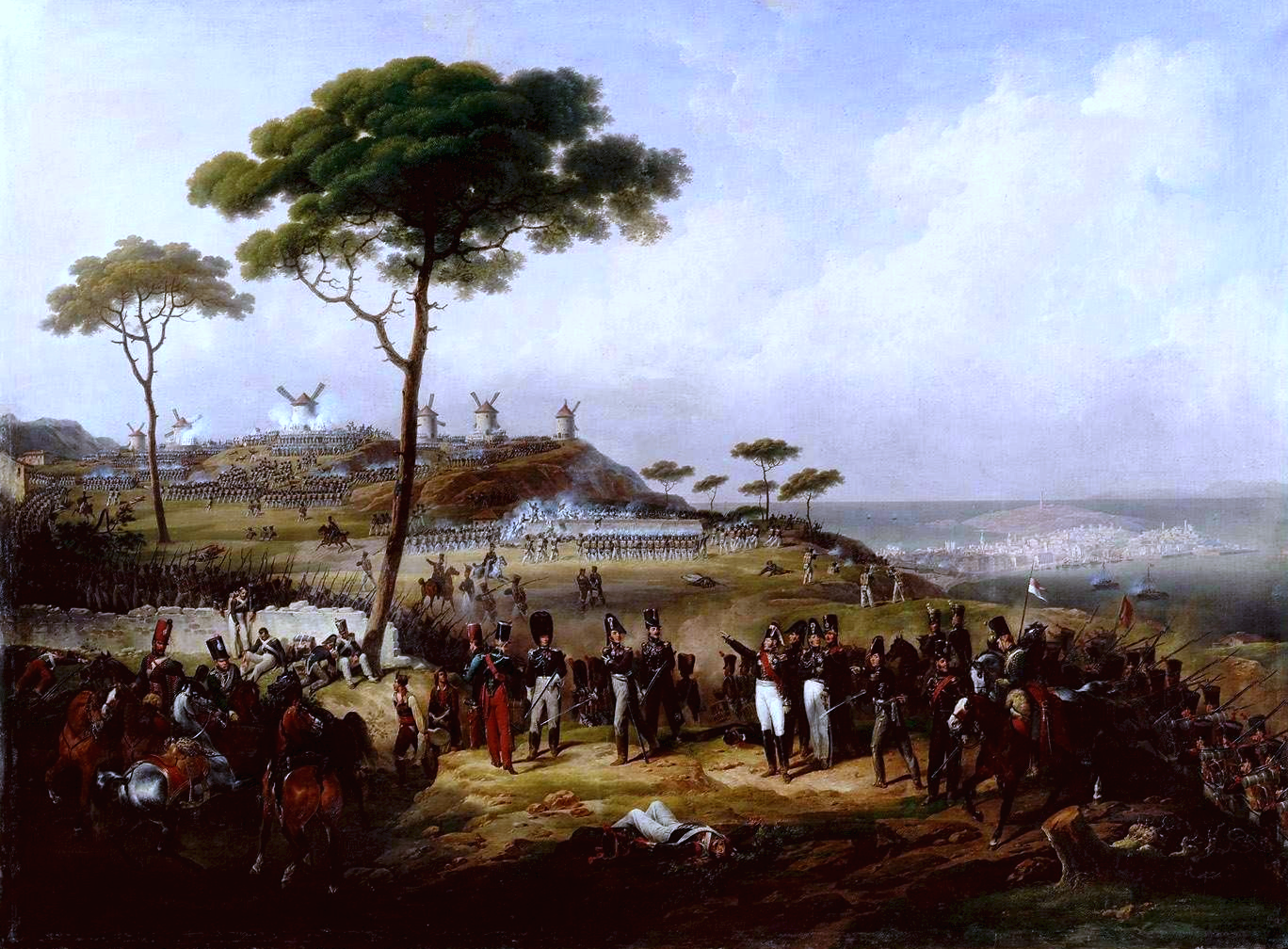
Prise des retranchements de Sainte-Marguerite devant La Corogne, le 5 juillet 1823 par les généraux Bourke et la Rochejaquelein, peinture d'Hippolyte Lecomte.

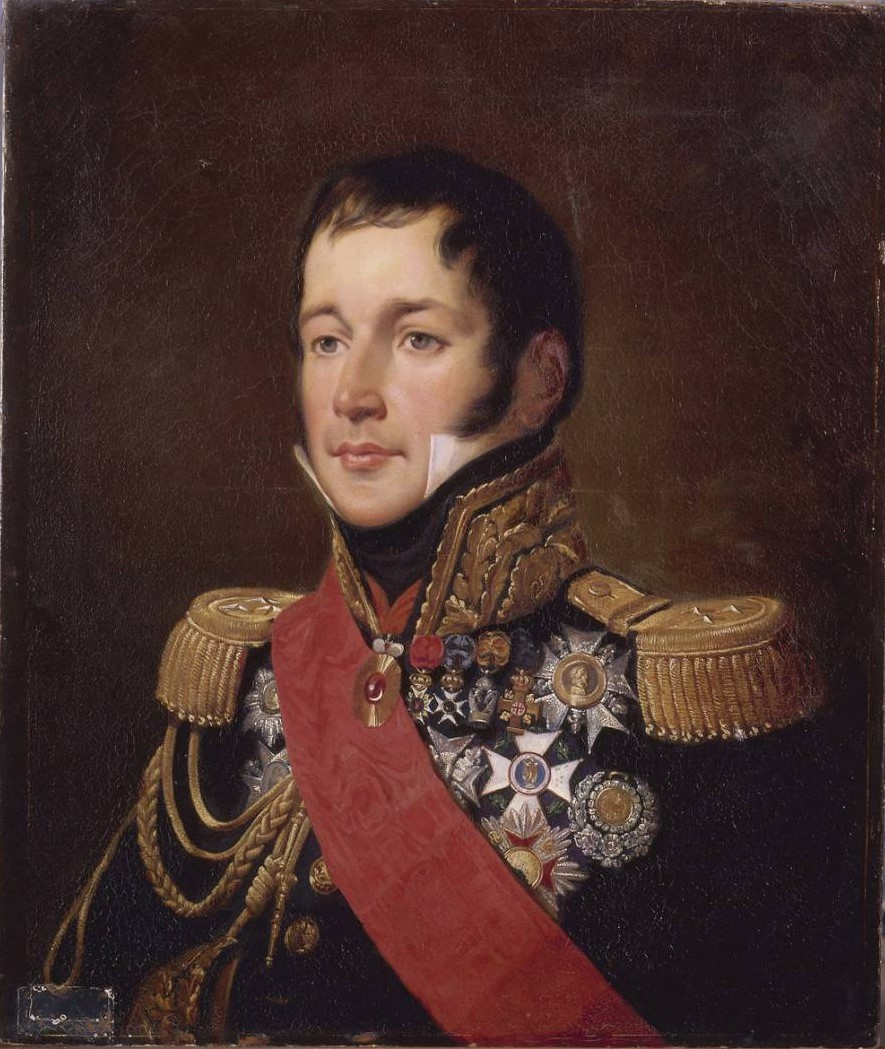
Le général Armand Charles Guilleminot. Chef de l'état-major général du duc d'Angoulême, il rédige l'ordonnance d'Andujar qui provoque la colère des royalistes espagnols, car elle est jugée trop clémente pour les libéraux vaincus.

En Andalousie se déroulent les opérations les plus décisives, parce qu'elles visent le principal objectif stratégique de la campagne : Cadix, transformée provisoirement en capitale politique. Une garnison de 14 000 hommes y défend le gouvernement et les Cortès, dont le roi est le prisonnier. Riego, au début, les généraux L'Abisbal, Quiroga et Alava jusqu'à la fin, dirigent son action. Les accès de la place sont protégés par les batteries des forts Sainte-Catherine et Saint-Sébastien à l'ouest, du fort Santi-Pietri à l'est et surtout de la presqu'île fortifiée du Trocadéro, où le colonel Garcès dispose de 1 700 hommes et de 50 bouches à feu.
Sous le commandement du général Bordesoulle, bientôt rejoint par le duc d'Angoulême et Guilleminot, l'infanterie des généraux Bourmont, Obert et Goujeon, la cavalerie de Foissac-Latour, l'artillerie de Tirlet, le génie de Dode de La Brunerie prennent position devant Cadix à partir de mi-juillet. La marine, contrainte d'employer plusieurs divisions navales à la surveillance des côtes et des ports de l'Atlantique et de la Méditerranée où s'accrochent les constitutionnels, n'envoie pour bloquer le port qu'une petite escadre d'à peine dix bâtiments, avec lesquels le contre-amiral Hamelin ne peut assurer sa mission. Le 27 août, il est remplacé par le contre-amiral des Rotours, puis par Duperré, qui n'arrive que le 17 septembre, avec des moyens renforcés. Le 31 août, l'infanterie française donne l'assaut du fort du Trocadéro. Au prix de 35 tués et 110 blessés, elle s'empare de la presqu'île et de ses puissants canons retournés contre la ville de Cadix. Elle inflige à l'ennemi la perte de 150 morts, 300 blessés et 1 100 prisonniers.
Le 20 septembre, le fort Santi-Pietri tombe à son tour devant une action combinée de l'armée et de la marine. Le 23|, ses canons, ceux du fort du Trocadero et de la flotte de Duperré bombardent la ville. Le 28, les constitutionnels jugent la partie perdue : les Cortès décident de se dissoudre et de rendre à Ferdinand VII le pouvoir absolu. Le 30, Cadix capitule. Le 3 octobre, plus de 4 600 Français débarquent sur les quais du port.
L'armée du roi de France tire ses derniers coups de fusil au début du mois de novembre. Le 5 novembre, le duc d'Angoulême quitte Madrid. Il rentre en France le 23, laissant derrière lui un corps d'occupation de 45 000 hommes, sous le commandement de Bourmont. L'évacuation progressive de l'Espagne ne s'achève qu'en 1828.

## Conséquences
Les libéraux négocient alors leur reddition en échange du serment du roi de respecter les droits des Espagnols. Ferdinand VII accepte. Mais le 1er octobre 1823, se sentant appuyé par les troupes françaises, Ferdinand VII abroge de nouveau la Constitution de Cadix, manquant ainsi à son serment. Il déclare « nuls et sans valeur » les actes et mesures du gouvernement libéral. C'est le début de la décennie abominable pour l'Espagne.
Chateaubriand, ministre des Affaires étrangères du gouvernement Villèle (du 28 décembre 1822 au 6 juin 1824), déclara dans ses Mémoires d'outre-tombe : « Enjamber d'un pas les Espagnes, réussir sur le même sol où naguère les armées de l'homme fastique avaient eu des revers, faire en six mois ce qu'il n'avait pu faire en sept ans, qui aurait pu prétendre à ce prodige ? »
L’une des premières « guerres d’ingérence » de la période contemporaine, l’expédition d'Espagne a contribué à inciter le président des États-Unis James Monroe à énoncer, le 2 décembre 1823, les principes de la doctrine Monroe, destinée à protéger les Amériques contre l’intervention des puissances européennes.